# Porites attenuata
Porites attenuata е вид корал от семейство Poritidae. Видът е уязвим и сериозно застрашен от изчезване.

## Разпространение и местообитание
Разпространен е в Австралия, Вануату, Индонезия, Кирибати, Малайзия, Маршалови острови, Микронезия, Науру, Нова Каледония, Палау, Папуа Нова Гвинея, Провинции в КНР, Сингапур, Соломонови острови, Тайван, Тайланд, Тувалу, Уолис и Футуна, Фиджи, Филипини и Япония.
Обитава океани, морета и рифове.